# Менарола
Менаро̀ла (на италиански: Menarola, на западноломбардски: Menaröla, Менарьола) е село и до 1 януари 2015 г. община, когато става част от община Гордона, в Северна Италия, провинция Сондрио, регион Ломбардия. Разположено е на 720 m надморска височина. Населението на селото е 47 души (към 2012 г.).